# Vlag van Goiás

Vlag van Goiás

De vlag van Goiás bestaat uit acht even hoge horizontale banen, om en om in groen en geel. In het blauwe kanton staan vijf witte sterren. De vlag is op 30 juli 1919 in gebruik genomen.
Het geel in de vlag staat voor het goud dat in de staat Goiás in de grond zit, het groen staat voor de bossen en het blauw staat voor de lucht. De sterren staan voor het sterrenbeeld Zuiderkruis, dat ook in de vlag van Brazilië voorkomt.